# Víctor Manuel Avilés
Víctor Manuel Avilés Hernández (Santiago, 9 de enero de 1972) es un abogado y académico chileno, especialista en derecho tributario y constitucional, que durante el año 2023 actuó como integrante del Comité Técnico de Admisibilidad, órgano arbitral del proceso constituyente chileno de 2023.

## Biografía
Estudió derecho en la Universidad de Chile, casa de estudios en la que también cursó un magíster en derecho tributario. Su trayectoria profesional se ha desarrollado tanto en el ámbito académico, como en el ámbito privado. Ejerce su profesión de abogado desde 1998 en la firma profesional del político Carlos Larraín, siendo socio de la misma desde el año 2008. Su ejercicio como abogado se ha centrado en el ámbito tributario, así como en materias ligadas a energía eléctrica y a derecho público, habiendo participado también en múltiples procesos legislativos y de acusación constitucional tramitados ante el Congreso Nacional.
En el ámbito académico se ha desempeñado como profesor de derecho constitucional en la Universidad de Chile desde 1998, habiendo sido también consejero del departamento de Derecho Público de su Facultad de Derecho y representante del presidente de la República en el Consejo de la Universidad de Chile. Ha sido investigador del centro de estudios vinculado a la derecha Libertad y Desarrollo, donde también fue miembro del Consejo Editorial de Sentencias Destacadas. Hasta 2024 fue presidente del directorio de Instituto Libertad, centro de estudios ligado al partido político Renovación Nacional.
Fue propuesto como integrante del Comité Técnico de Admisibilidad por el partido de centroderecha Renovación Nacional, del cual es militante y miembro de su Tribunal Supremo, siendo ratificado por el Senado el 25 de enero de 2023. Forma parte del grupo de participantes del proceso constitucional de 2023 que ya había participado en debates ante la opinión pública relativos al proceso constitucional del año previo, habiéndose manifestado como contrario a la propuesta constitucional de la Convención Constitucional.
Además de su ejercicio profesional y académico, ha sido director de diversas fundaciones relacionadas con la filantropía y la promoción de ideas, entre las que destaca la Fundación Viento Sur, proyecto liderado por su hermana, la filántropa chileno-estadounidense Lucy Ana Avilés.

## Publicaciones
- Orden público económico y derecho penal (Santiago: ConoSur, 1998). ISBN 978-956-238-183-3.
- Legalidad tributaria. Garantía constitucional del contribuyente (Santiago: Editorial Jurídica, 2005). ISBN 978-956-101-658-3.
- Legalidad tributaria y mecanismos antielusión, 2.ª edición (Santiago: Editorial Jurídica, 2014). ISBN 978-956-102-285-0.
- ¿Pensamos tan distinto? Respuestas, sueños y reflexiones, junto a Ricardo Lagos Escobar, Francisco Zúñiga Urbina y Lucía Santa Cruz Sutil (Santiago: Uqbar Editores, 2020). ISBN 978-956-376-062-0.